# Marxisme occidental
El marxisme occidental és un terme utilitzat per descriure un conjunt de pensadors marxistes, sobretot de l'Europa occidental i d'Europa central. Es distingeix de la filosofia pròpia de l'ortodòxia soviètica i es considera sovint que les obres fundadores d'aquest corrent són "Història i consciència de classe" de György Lukács i "Marxisme i filosofia" de Karl Korsch.
L'expressió "marxisme occidental" va ser proposada per primera vegada per Maurice Merleau-Ponty a la seva obra "Les aventures de la dialèctica" (1955). Perry Anderson proposà tot seguit la seva anàlisi d'aquest corrent de pensament a la seva obra "Sobre el marxisme occidental" (1976).

## Història i trets distintius
Tot i que hi ha hagut moltes escoles de pensament marxista que es distingeixen prou del marxisme-leninisme, com l'austromarxisme o el comunisme d'esquerra d'Antonie Pannekoek, els teòrics que no converteixen la predeterminació econòmica en un element mecanicista i utilitzen una anàlisi materialista caracteritzat per veure el procés històric centrat en el protagonisme de la classe obrera, en tant que subjecte revolucionari, es consideren marxistes occidentals.
"Història i consciència de classe" de György Lukács i "El marxisme i la filosofia" de Karl Korsch, publicats el 1923, són les obres que es considera que marquen el punt de sortida del marxisme occidental. En aquests llibres, Lukács i Korsch ofereixen un marxisme que posa l'accent en els components dialèctics (hegelians) del pensament de Karl Marx. El marxisme no és simplement una teoria de l'economia política que millora els seus predecessors burgesos. Tampoc no és una sociologia científica semblant a les ciències naturals. El marxisme és principalment una crítica, una transformació autoconscient de la societat. El marxisme no fa obsoleta la filosofia, com creu el marxisme vulgar: el marxisme conserva les veritats de la filosofia fins a la seva transformació revolucionària en realitat.
Mentre que la seva feina va ser rebuda amb hostilitat per la Tercera Internacional estaliniana, que va considerar el marxisme com una ciència universal de la història i la naturalesa, aquest corrent crític del marxisme seria reprès per l'escola alemanya de Frankfurt als anys trenta. Els escrits del comunista italià Antonio Gramsci, produïts durant aquest període però no publicats fins molt més tard, també es classifiquen com a pertanyents al marxisme occidental.
Després de la Segona Guerra Mundial, diversos pensadors com Lucien Goldmann, Henri Lefebvre, Maurice Merleau-Ponty i Jean-Paul Sartre constituirien un marxisme occidental francès.
El marxisme occidental sovint posa l'accent en la importància de l'estudi de la cultura, la consciència de classe i la subjectivitat per a una adequada comprensió marxista de la societat. Per tant, els marxistes occidentals van tendir a ressaltar les teories de Marx sobre el fetitxisme, la ideologia i l'alienació i les han elaborat amb nous conceptes com la falsa consciència, la reïficació i l'hegemonia cultural.
El marxisme occidental també se centra en les obres del jove Marx, on les seves trobades amb Hegel, els joves hegelians i Feuerbach revelen el que molts marxistes occidentals consideren el nucli filosòfic humanista del marxisme. Tanmateix, també s'ha dit que el marxisme estructuralista de Louis Althusser, que intenta netejar el marxisme de l'hegelianisme i l'humanisme, pertany al marxisme occidental. Però aquesta qualificació tendria més a veure en els temes i en l'arrelament en unes determinades tradicions europees de pensament que no amb el caràcter concret de l'obra d'Althusser, que E.P. Thompson ha qualificat a "Misèria de la teoria" com una filosofia vinculada a l'idealisme neoestructuralista.

## Compromisos polítics
Els marxistes occidentals han mantingut una gran varietat de compromisos polítics concrets: Lukács i Gramsci foren membres dels partits comunistes, des dels moments constitutius posteriors a 1917, defensors de la revolució proletària i la democràcia obrera, però subjectes a les greus evolucions provocades pel triomf d'Stalin; Korsch, Marcuse i Debord van ser molt crítics amb el comunisme soviètic i van defensar el consellisme; Sartre, Merleau-Ponty, Althusser i Lefebvre foren, en diferents èpoques, partidaris del Partit Comunista de França, alineat amb els soviètics, però després es desil·lusionaren tots; Bloch va viure a la RDA i va donar suport al bloc soviètic, però se'n va desmarcar per complet en la seva obra i públicament, al final de la seva vida. El maoisme i el trotskisme també van influir en el marxisme occidental. Nicos Poulantzas, posteriorment marxista occidental, va ser un defensor de l'eurocomunisme.